# Gerth Biese
Gerth Biese (* 20. August 1901 in Karlsruhe; † 11. März 1980 in Tübingen) war ein deutscher Maler der klassischen Moderne und Kunsterzieher. Gerth Biese war verheiratet mit der Malerin Valeska Biese.

## Leben
Gerth Biese war ein Sohn des Malers Karl Biese. Er studierte zunächst an der Kunstgewerbeschule in Karlsruhe und war dann als wissenschaftlicher Zeichner am Archäologischen Institut der Universität Tübingen tätig. Ab 1919 nahm er Zeichenunterricht an der Staatlichen Akademie der Bildenden Künste in Stuttgart unter anderem bei Robert Poetzelberger und ab 1922 an der Staatlichen Akademie der Bildenden Künste in Karlsruhe bei Hans Adolf Bühler und Hermann Gehri. Im Jahr 1924 wechselte Biese wieder nach Stuttgart zu Christian Landenberger und Robert Breyer.
Von 1926 ab war Biese als wissenschaftlicher Zeichner am Geologischen Institut der Universität Tübingen, am Archäologischen Institut der Universitäten Leipzig und Marburg sowie am Kunstgeschichtlichen Museum der Universität Würzburg tätig. 1936 zog Biese mit seiner Frau nach Tübingen um.
1937 wurde in der Nazi-Aktion „Entartete“ Kunst sein Tafelbild Liebespaar (Öl, 75 × 54 cm) aus der Württembergischen Staatsgalerie Stuttgart beschlagnahmt und vernichtet. 1943 war er mit mehreren Arbeiten an der Wiener Ausstellung Junge Kunst im Deutschen Reich beteiligt. Nach seiner Zeit als Soldat im Zweiten Weltkrieg kehrte Biese nach Tübingen zurück. Er leitete von 1950 bis 1970 das Zeicheninstitut der Universität Tübingen. Im Jahr 1977 wurde er zum Professor ernannt. Im gleichen Jahr wurde er Mitglied im Künstlerbund Baden-Württemberg.
Biese gehörte zu den profilierten Künstlern der klassischen Moderne im südwestdeutschen Raum.